# Mauras Baltrukonis
Mauras Baltrukonis (* 22. Mai 1994 in Elektrėnai) ist ein litauischer Eishockeyspieler, der seit 2019 bei den Vilnius Hockey Punks unter Vertrag steht und mit dem Klub seit 2022 in der lettischen Eishockeyliga spielt.

## Spielerkarriere
Baltrukonis begann seine Karriere im Nachwuchsbereich des HK Dynamo Moskau und spielte anschließend für die Junioren von Atlant Mytischtschi. Von 2012 bis 2015 stand er bei Tweritschi Twer in der russisch geprägten Nachwuchsliga Molodjoschnaja Chokkeinaja Liga B auf dem Eis. Seit 2015 spielte er, unterbrochen durch ein Jahr bei Juodupes Juodupe aus der litauischen Liga, für Energija Elektrėnai aus seiner Geburtsstadt in der Wysschaja Liga, der zweithöchsten belarussischen Spielklasse. 2019 wechselte er zu den Vilnius Hockey Punks, mit denen er 2022 litauischer Meister wurde. Anschließend wechselte er mit dem Klub in die Lettische Eishockeyliga.

### International
Im Juniorenbereich stand Baltrukonis für Litauen bei den U18-Weltmeisterschaften 2010 in der Division I und 2011 und 2012 in der Division II sowie den U20-Weltmeisterschaften 2011 in der Division I und 2012 und 2014 jeweils in der Division II auf dem Eis.
Sein Debüt in der Herren-Nationalmannschaft gab er bei der Weltmeisterschaft 2012 in der Division I, in der er auch 2015, 2016 und 2019 spielte. Zudem vertrat er seine Farben bei der Olympiaqualifikation für die Winterspiele in Pyeongchang 2018 und bei den Turnieren um den Baltic Cup 2016 und 2017.

## Erfolge und Auszeichnungen
- 2022 Litauischer Meister mit den Vilnius Hockey Punks